# Teixeiras
Teixeiras este un oraș în Minas Gerais (MG), Brazilia.